# Alchemilla lorata
Alchemilla lorata är en rosväxtart som beskrevs av A. Plocek. Alchemilla lorata ingår i släktet daggkåpor, och familjen rosväxter. Inga underarter finns listade i Catalogue of Life.